# Saint-Nicolas-la-Chapelle (Savoie)
Saint-Nicolas-la-Chapelle is een gemeente in het Franse departement Savoie in de regio Auvergne-Rhône-Alpes en telt 402 inwoners (2004). De plaats maakt deel uit van het arrondissement Albertville.

## Geografie
De oppervlakte van Saint-Nicolas-la-Chapelle bedraagt 23,1 km², de bevolkingsdichtheid is 17,4 inwoners per km².
De onderstaande kaart toont de ligging van Saint-Nicolas-la-Chapelle (Savoie) met de belangrijkste infrastructuur en aangrenzende gemeenten.

## Demografie
Onderstaande figuur toont het verloop van het inwonertal.
Beaufort · Césarches · Cohennoz · Crest-Voland · Flumet · La Giettaz · Hauteluce · Marthod · Notre-Dame-de-Bellecombe · Pallud · Queige · Saint-Nicolas-la-Chapelle · Thénésol · Ugine · Venthon · Villard-sur-Doron